# GAZ Wolga Siber
Der GAZ Wolga Siber ist ein von März 2008 bis zum Ende 2010 produziertes Pkw-Modell des russischen Herstellers Gorkowski Awtomobilny Sawod. Er war nach über 50 Jahren das letzte Pkw-Modell mit dem Markennamen Wolga.

## Technische Weiterentwicklung
Das Fahrzeug stellte einen technisch aktuellen Nachfolger des in seiner Grundform aus dem Jahre 1969 stammenden GAZ-31105 Wolga dar. Der Wagen basierte auf der zu diesem Zeitpunkt in den USA gerade eingestellten Generation des Chrysler Sebring, dessen Produktionsanlagen komplett übernommen wurden. Diverse Teile, so auch die Motoren, wurden jedoch aus Qualitätsgründen weiterhin von Chrysler zugeliefert.

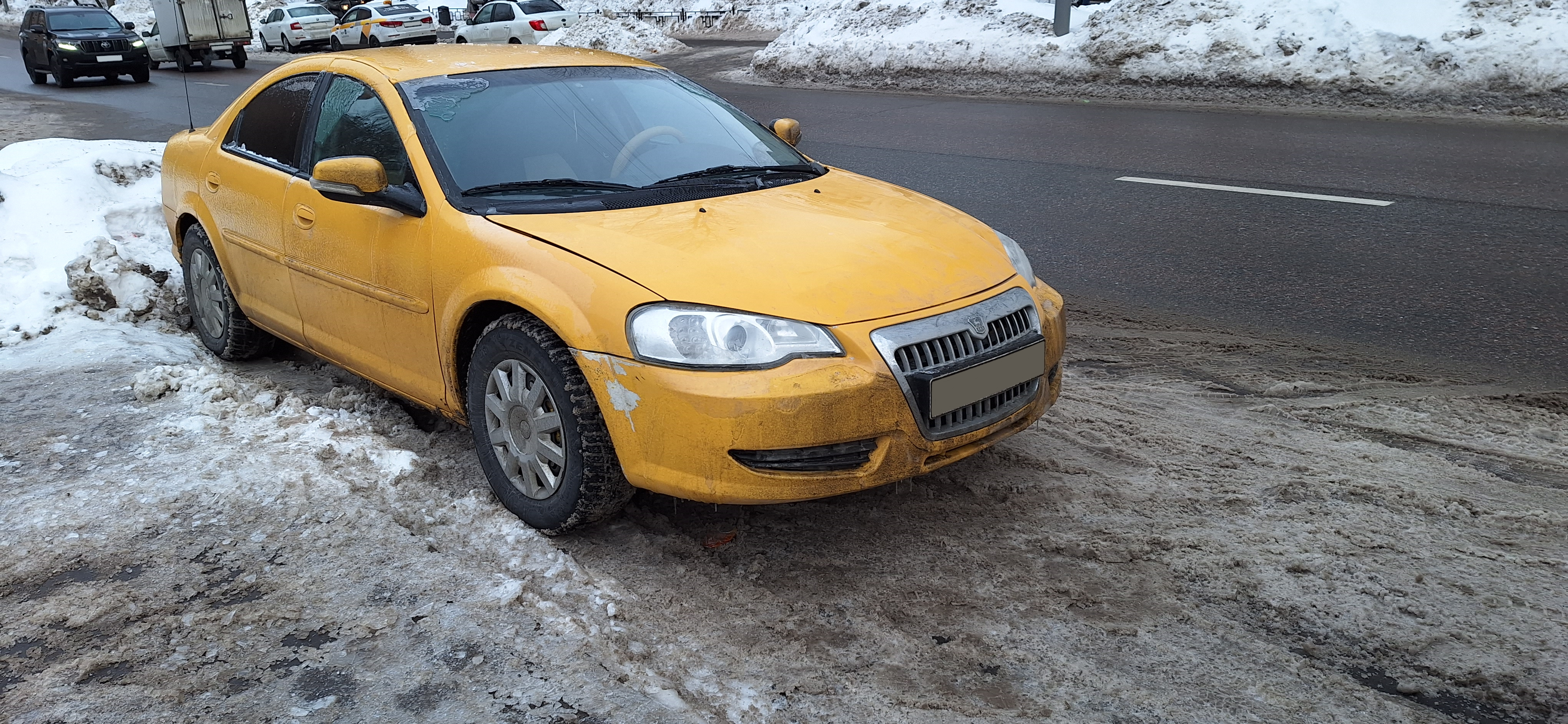
GAZ Wolga Siber als Taxi (2024)

Die Produktion lag 2008 und 2009 bei 20.000 Einheiten. 2010 wurde die Produktion des Wolga Siber auf 65.000 Einheiten im Jahr gesteigert. Die Preise des Wolga Siber begannen bei etwa 15.000 Euro. Vorgesehen war, Exporte des Wolga Siber bei einem Erfolg des Modells auch nach Europa und Afrika durchzuführen. Im zweiten Schritt sollte das Modell auf diesen Märkten als billige Chrysler-Alternative verankert werden. Weitere Modelle aus dem Hause Chrysler waren danach ebenfalls zum Nachbau angedacht.

## Produktionseinstellung
Der erhoffte Erfolg blieb jedoch aus, entsprechend wurde das Modell eingestellt. Bis Ende 2010 wurden aus bereits produzierten Teilen noch 5000 Fahrzeuge zusammengebaut.
Mit der Einstellung des Siber beendete GAZ vorerst die Produktion von heimischen Pkw. Ende 2012 wurde die Produktion von Fahrzeugen für den russischen Markt in Kooperation mit Volkswagen wieder aufgenommen, ohne jedoch eigene Modelle herzustellen.